# Jacques Bailbé
Jacques Bailbé (* 7. Dezember 1924 in Perpignan; † 22. August 1992 in Paris) war ein französischer Romanist und Literaturwissenschaftler.

## Leben und Werk
Jacques Bailbé wuchs in Cerbère auf, war Schüler in Perpignan und Student in Montpellier. 1952 absolvierte er die Agrégation und war Gymnasiallehrer in Albi und Caen. Dort war er ab 1959 an der Universität Assistent von Robert Garapon. Nach seiner Habilitation in Paris bei V. L. Saulnier mit der Thèse Agrippa d’Aubigné, poète des „Tragiques“ (Caen 1968), wurde er in Caen Professor. Von 1981 bis zu seinem Tod besetzte er als Nachfolger von V. L. Saulnier  den Humanismuslehrstuhl der Sorbonne und war ab 1988 auch Direktor des Centre V. L. Saulnier.

## Weitere Werke
- (Hrsg.) Agrippa d’Aubigné : Les tragiques. Chronologie, introduction et glossaire. Paris 1968, 1994
- (Hrsg.) Saint-Amant : Œuvres. 1, Les Œuvres (1629). Édition critique, Paris 1971
- (Hrsg. mit Jean Lagny) Saint-Amant : Moyse sauvé, 1653. Supplément : pièces et variantes, Paris 1979